# AL-7
L'AL-7 è un fucile d'assalto ideato e progettato in Unione Sovietica dall'ingegnere russo Yury Aleksandrov nel 1969. Ad  Alexandrov venne assegnato il compito di progettare un fucile per sfruttare la nuova cartuccia da 5,45 mm x 39 mm, utilizzando come base di parte la famiglia di AK.
L'AL-7 utilizzava un innovativo sistema d'alimentazione sviluppata a metà degli anni 60 noto come BARS o Balanced Automatics. Utilizzato per la prima volta sul fucile d'assalto AO-38, il sistema di bilanciamento automatico del rinculo (BARS) sostituiva il tradizionale sistema d'alimentazione a pistone a gas Kalashnikov, riducendo gli effetti del rinculo e consentendo un uso più efficiente e preciso del fucile durante le raffiche di fuoco automatico.
L'AL-7 e il suo sistema BARS non furono mai adottati dall'esercito sovietico a causa degli alti costi di produzione e il progetto fu abbandonato; ad esso venne preferito AK-74. Il concetto venne ripreso in seguito, venendo impiegato e utilizzato sui fucili AK-107 e AK-108. Il sistema venne poi adottato anche sugli AEK-971, AO-38, SA-006, AKB e AKB-1.